# E-UTRA

Architektura EUTRAN jako část sítě LTE a SAE

E-UTRA (Evolved UMTS Terrestrial Radio Access, ve starších specifikacích Evolved Universal Terrestrial Radio Access) je rádiové rozhraní pro mobilní síť Long Term Evolution (LTE). Slovo Evolved vyjadřuje, že jde o následníka UMTS (Universal Mobile Telecommunications System), na rozdíl od HSPA se zcela novým, nekompatibilním, rádiovým rozhraním. Poskytuje vyšší přenosové rychlosti, nižší latenci a je optimalizované pro paketový přenos dat. Používá vícenásobný přístup s ortogonálním frekvenčním dělením (OFDMA) pro přenos dat na terminály (downlink) a vícenásobný přístup s frekvenčním dělením a jednou nosnou (SC-FDMA) pro přenos dat z terminálů (uplink). Testování E-UTRA začalo v roce 2008.
E-UTRAN s přidaným písmenem N jako Network je pozemní rádiová přístupová síť používající rozhraní E-UTRA, do které jsou řazeny základnové stanice E-UTRAN Node B a Evolved Node B (eNodeB) i uživatelská zařízení (anglicky User equipment, UE).

## Vlastnosti
EUTRAN má následující vlastnosti:
- Špičkové rychlosti pro download 299,6 Mbit/s pro 4×4 antény, a 150,8 Mbit/s pro 2×2 antény při šířce pásma 20 MHz. LTE Advanced podporuje konfiguraci s až 8×8 anténami se špičkovou rychlostí pro download 2998,6 Mbit/s v agregovaném 100 MHz kanálu.[2]
- Špičkové rychlosti pro upload 75,4 Mbit/s pro 20 MHz kanál ve standardu LTE, s až 1497,8 Mbit/s v LTE Advanced kanálu o šířce 100 MHz.[2]
- Nízká latence při přenosu dat (do 5 ms pro malé IP pakety v optimálních podmínkách), nižší latence při předání spojení a čas vytváření spojení.
- Podpora pro terminály pohybující se rychlostí do 350 km/h nebo 500 km/h podle kmitočtového pásma.
- Podpora pro duplexní komunikaci s časovým dělením (FDD) i s frekvenčním dělením (TDD) i FDD poloduplex se stejnou rádiovou přístupovou technologií
- Podpora pro všechna kmitočtová pásma aktuálně používaná IMT systémy podle ITU-R.
- Flexibilní šířka pásma: standardizovány jsou šířky kanálů 1,4 MHz, 3 MHz, 5 MHz, 10 MHz, 15 MHz a 20 MHz. Starší UMTS naproti tomu používá pevnou šířku kanálu 5 MHz.
- 2–5krát zlepšená spektrální efektivita v porovnání s 3GPP (HSPA) vydání 6
- Podpora buněk o poloměru od desítek metrů (femto a picocells) až po macrocells s poloměrem přes 100 km
- Zjednodušená architektura: síťovou stranu EUTRAN tvoří pouze uzly eNodeB
- Podpora interoperability s jinými systémy (např. GSM/EDGE, UMTS, CDMA2000, WiMAX, atd.)
- Rádiové rozhraní s přepojováním paketů.

## Odůvodnění pro E-UTRA
Přestože Universal Mobile Telecommunications System s HSDPA a HSUPA a jejich vylepšenými verzemi poskytují vysoké rychlosti přenosu dat, očekávalo se, že výrazný růst využívání bezdrátových dat bude několik let pokračovat kvůli zvyšující se nabídce a poptávce po službách a obsahu za pohybu a pokračovala redukce nákladů pro koncového uživatele. Tento očekávaný trend vyžaduje nejen rychlejší sítě a rádiové rozhraní, ale také vyšší nákladovou efektivitu, kterou vývoj tehdejších standardů neumožňoval. Proto konsorcium 3GPP vydalo sadu požadavků na nové rádiové rozhraní (EUTRAN) a jádro sítě vývoj (System Architecture Evolution), které by splňovaly toto potřeby.
Tyto zvýšení výkonnosti umožňuje mobilním operátorům poskytovat čtveřici služeb (anglicky quadruple play): hlasovou telefonii, vysokorychlostní interaktivní aplikace včetně přenosu velkých objemů dat a variabilní IPTV s plnou mobilitou.
E-UTRA je od 8. vydání 3GPP navrženo tak, že poskytuje jednotnou vývojovou trajektorii rádiových rozhraní GSM/EDGE UMTS/HSPA a CDMA2000/EV-DO a TD-SCDMA, umožňující zvyšování přenosových rychlostí, spektrální efektivity, a umožňující podporu více funkčností.

## Architektura
Síťová strana EUTRAN sestává pouze z eNodeBs. Úkoly ENodeB jsou podobné jako úkoly nodeBs spolu s řadičem rádiové sítě (RNC) v UTRAN. Účelem tohoto zjednodušení je omezit latenci všech operací na rádiovém rozhraní. eNodeBs jsou navzájem propojeny rozhraním X2, a k jádru sítě s přepojováním paketů (PS) se připojují rozhraním S1.

## Protokolový zásobník EUTRAN

Protokolový zásobník EUTRAN

Protokolový zásobník EUTRAN se skládá z:
- Fyzická vrstva:[4] Přenáší všechny informace z MAC transportních kanálů přes rádiové rozhraní. Zajišťuje linkovou adaptaci (ACM), řízení výkonu, vyhledávání buňky (pro účely počáteční synchronizace a předání spojení) a jiná měření (v LTE systému a mezi systémy) pro RRC vrstvu.
- MAC:[5] MAC podvrstva poskytuje sadu logických kanálů pro RLC podvrstvu, které se multiplexují do transportních kanálů fyzické vrstvy. Také řídí HARQ opravu chyb, zpracovává prioritizaci logických kanálů pro jedno UE a dynamické plánování mezi UEs, atd.
- RLC: [6] Přenáší protokolové datové jednotky (PDUs) Packet Data Convergence Protocol (PDCP). Může pracovat ve 3 různých režimech podle poskytované spolehlivosti. Podle toho může tento režim poskytovat: zpětnou vazbu s automatickým opakováním, opravu chyb, segmentaci/zřetězení PDU, přerovnání pro doručení ve správném pořadí, detekci duplicit, atd.
- PDCP: [7] Pro RRC vrstvu poskytuje transport dat se šifrováním a ochranou integrity. Pro IP vrstvu transport IP paketů, s robustní komprimací hlaviček (anglicky Robust Header Compression, ROHC), šifrováním, a v závislosti na RLC režimu doručování ve správném pořadí, detekci duplicit a opakování přenosu vlastních SDU během předání spojení.
- RRC (řízení rádiových prostředků):[8] Mimo jiné se stará o: broadcast systémových informací pro přístupové stratum a transport zpráv pro Non Access Stratum (NAS), stránkování, vytváření a uvolňování RRC spojení, správu bezpečnostních klíčů, předávání spojení, měření síly signálů prováděné UE pro mezisystémovou (mezi-RAT) mobilitu, QoS, atd.

Vrstvy rozhraní s protokolovým zásobníkem EUTRAN:
- NAS:[9] Protokol mezi UE a MME na síťové straně (mimo EUTRAN). Mimo jiné provádí autentizaci UE, řízení bezpečnosti a generuje část stránkovacích zpráv.
- IP

## Design fyzické vrstvy (L1)
E-UTRA používá OFDM (OFDM) s anténní technologií multiple-input multiple-output (MIMO) podle kategorie terminálu a pro downlink může používat také formování svazků, díky kterému lze obsloužit více uživatelů, dosáhnout vyšší přenosové rychlosti a snížit požadavky na výkon kladené na jednotlivé telefony.
Pro uplink LTE používá jak OFDMA tak předkódovanou verzi OFDM nazývanou SC-FDMA (Single-Carrier frequency-division multiple access) podle kanálu. Tím se omezují nevýhody normální OFDM, které má velmi vysoký poměr mezi špičkovým a průměrným výkonem (PAPR). Vysoké PAPR vyžaduje dražší a neefektivní výkonové zesilovače s vysokými požadavky na linearitu, což zvyšuje cenu terminálu a vede k rychlejšímu vybíjení baterií. V 8. a 9. vydání doplňuje vícenásobný přístup s prostorovým dělením (SDMA) / MIMO pro více uživatelů pro uplink; 10. vydání doplňuje SU-MIMO.
V přenosových režimech OFDM i SC-FDMA se k přenášeným symbolům připojuje cyklická předpona. Dvě různé délky cyklické předpony jsou dostupné pro podporu různých rozptylů doby šíření v závislosti na velikosti buňky a prostředí šíření. Normální cyklická předpona má délku 4,7 μs, rozšířená cyklická předpona 16,6 μs.

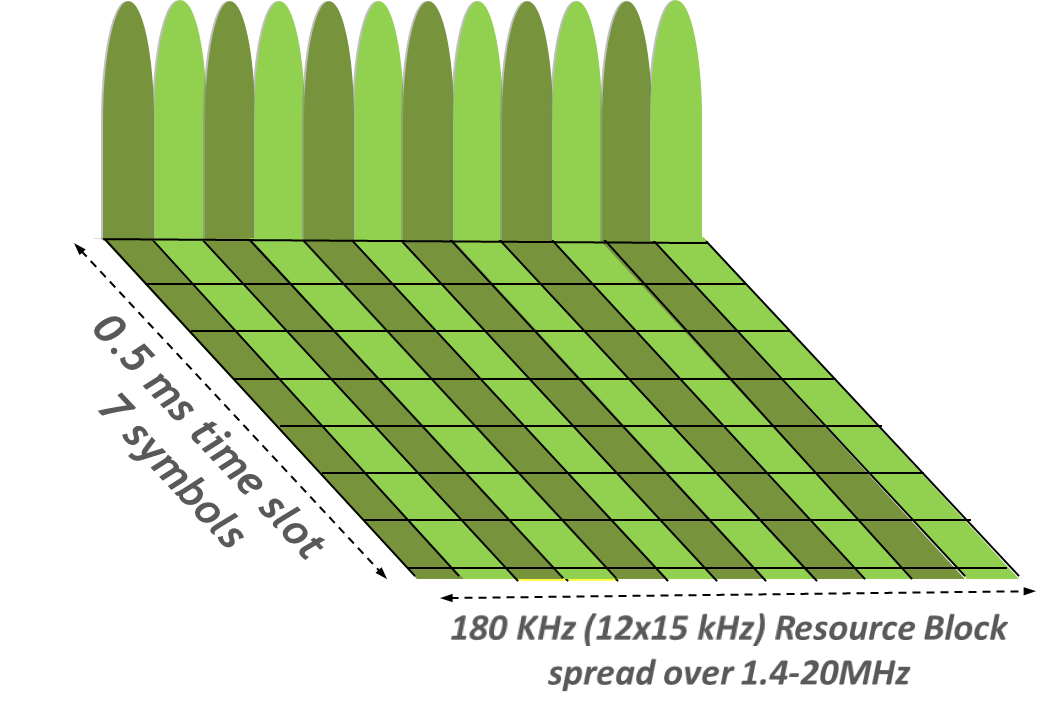
LTE blok prostředků v časové a frekvenční doméně: 12 subnosných, 0,5 ms časová pozice (normální cyklická předpona).

LTE podporuje duplexní komunikaci s časovým dělením (FDD) i s frekvenčním dělením (FDD). Zatímco FDD používá dvojici kanálů s pevným kmitočtovým odstupem, jeden kanál pro uplink a druhý pro downlink, TDD střídavě používá jednu frekvenci pro přenos ze základnová stanice na terminál i z terminálu na základnovou stanici. Oba režimy mají v LTE vlastní strukturu rámce, ale mohou používat podobný hardware v základnové stanici i terminálech pro umožnění úspor z rozsahu. TDD režim v LTE je zarovnaný s TD-SCDMA, což dovoluje jejich koexistenci. Jsou dostupné jednotné čipové sady, které podporují funkční režimy TDD-LTE i FDD-LTE.

### Rámce a bloky prostředků
LTE komunikace se v časové doméně člení na rádiové rámce dlouhé 10 ms dále rozdělené na 10 podrámců po 1 ms. Pro jiné než Multimedia Broadcast Multicast Service (MBMS) podrámce je OFDMA odstup subnosných v frekvenční doméně 15 kHz. Dvanáct těchto subnosných přidělených současně během 0,5 ms časového intervalu se nazývá blok prostředků. Pro LTE terminál mohou být přidělené minimálně 2 bloky prostředků během 1 podrámce (1 ms) pro downlink a uplink.

### Kódování
Všechna L1 transportní data jsou zakódována pomocí turbokódu a bezkonfliktního interního prokládače turbokódu využívajícího kvadratický permutační polynom (QPP). Pro downlink se používá L1 hybridní zpětnou vazbu s automatickým opakováním (HARQ) s 8 (pro FDD) nebo až 15 (pro TDD) procesy, pro uplink s až 8 procesy.

## Fyzické kanály a signály EUTRAN

### Downlink (DL)
Downlink využívá několika fyzických kanálů:
- Physical Downlink Control Channel (PDCCH) přenáší mimo jiné informace o přidělování downlink kanálů, uplink přidělování grants pro terminál/UE.
- Physical Control Format Indicator Channel (PCFICH) slouží pro přenos CFI (control format indicator - indikátoru řídicího formátu).
- Physical Hybrid ARQ Indicator Channel (PHICH) slouží pro přenos potvrzení pro uplink přenos.
- Physical Downlink Shared Channel (PDSCH) se používá pro přenos L1 transportních dat. Používá modulace QPSK, 16QAM a 64QAM.
- Physical Multicast Channel (PMCH) se používá pro broadcast přenosy pomocí jednofrekvenční sítě
- Physical Broadcast Channel (PBCH) se používá pro broadcast základních systémových informací v rámci buňky

a následující signály:
- Synchronization signals (PSS a SSS) slouží UE pro vyhledávání LTE buněk a pro počáteční synchronizaci.
- Reference signals (závislé na buňce, MBSFN, a závislé na UE) používá UE pro zjištění DL kanálu.
- Positioning reference signals (PRS) doplněné v 9. vydání umožňují, aby UE mohly provádět OTDOA zjišťování polohy (což je druh multilaterace)

### Uplink (UL)
Uplink využívá tři fyzické kanály:
- Physical Random Access Channel (PRACH fyzický kanál s libovolným přístupem) se používá pro navázání spojení a když UE ztratí synchronizaci jeho uplink,[15]
- Physical Uplink Shared Channel (PUSCH) přenáší L1 UL transportní data spolu s řídicími informacemi. Podporované formáty modulace na PUSCH jsou QPSK, 16QAM a podle kategorie uživatelského zařízení 64QAM. PUSCH je jediný kanál, který kvůli většímu BW používá SC-FDMA
- Physical Uplink Control Channel (PUCCH) přenáší řídicí informace. Řídicí informace pro uplink sestávají pouze z DL potvrzení a zpráv pro CQI, protože všechny parametry UL kódování a přidělování jsou síťové straně známé a přenášené do UE v PDCCH.

a následující signály:
- Reference signals (RS), které používá eNodeB pro odhad uplink kanálu pro dekódování uplink přenosu z terminálu.
- Sounding reference signals (SRS), které používají eNodeBs pro odhad vlastností uplink kanálu pro každého uživatele, aby bylo možné vybrat nejlepší plánování uplinku.

## Kategorie uživatelských zařízení (UE)
8. vydání 3GPP definuje pět kategorií uživatelských zařízení LTE podle maximální špičkové přenosová rychlosti a podpory MIMO funkcionality. V 10. vydání 3GPP, které popisuje LTE Advanced, byly přidány tři nové kategorie; do 15. vydání dalších 18.
| Kategorie UE | Max. přenosová rychlost pro L1 downlink (Mbit/s) | Max. počet Multiple-input multiple-output vrstev pro DL | Max. L1 Přenosová rychlost uplink (Mbit/s) | 3GPP Vydání |
| ------------ | ------------------------------------------------ | ------------------------------------------------------- | ------------------------------------------ | ----------- |
| NB1          | 0,68                                             | 1                                                       | 1,0                                        | Rel 13      |
| M1           | 1,0                                              | 1                                                       | 1,0                                        | Rel 13      |
| 0            | 1,0                                              | 1                                                       | 1,0                                        | Rel 12      |
| 1            | 10,3                                             | 1                                                       | 5,2                                        | Rel 8       |
| 2            | 51,0                                             | 2                                                       | 25,5                                       | Rel 8       |
| 3            | 102,0                                            | 2                                                       | 51,0                                       | Rel 8       |
| 4            | 150,8                                            | 2                                                       | 51,0                                       | Rel 8       |
| 5            | 299,6                                            | 4                                                       | 75,4                                       | Rel 8       |
| 6            | 301,5                                            | 2 nebo 4                                                | 51,0                                       | Rel 10      |
| 7            | 301,5                                            | 2 nebo 4                                                | 102,0                                      | Rel 10      |
| 8            | 2998,6                                           | 8                                                       | 1497,8                                     | Rel 10      |
| 9            | 452,2                                            | 2 nebo 4                                                | 51,0                                       | Rel 11      |
| 10           | 452,2                                            | 2 nebo 4                                                | 102,0                                      | Rel 11      |
| 11           | 603,0                                            | 2 nebo 4                                                | 51,0                                       | Rel 11      |
| 12           | 603,0                                            | 2 nebo 4                                                | 102,0                                      | Rel 11      |
| 13           | 391,7                                            | 2 nebo 4                                                | 150,8                                      | Rel 12      |
| 14           | 391,7                                            | 8                                                       | 9585                                       | Rel 12      |
| 15           | 750                                              | 2 nebo 4                                                | 226                                        | Rel 12      |
| 16           | 979                                              | 2 nebo 4                                                | 105                                        | Rel 12      |
| 17           | 25065                                            | 8                                                       | 2119                                       | Rel 13      |
| 18           | 1174                                             | 2 nebo 4 nebo 8                                         | 211                                        | Rel 13      |
| 19           | 1566                                             | 2 nebo 4 nebo 8                                         | 13,563                                     | Rel 13      |
| 20           | 2000                                             | 2 nebo 4 nebo 8                                         | 315                                        | Rel 14      |
| 21           | 1400                                             | 2 nebo 4                                                | 300                                        | Rel 14      |
| 22           | 2350                                             | 2 nebo 4 nebo 8                                         | 422                                        | Rel 15      |
| 23           | 2700                                             | 2 nebo 4 nebo 8                                         | 528                                        | Rel 15      |
| 24           | 3000                                             | 2 nebo 4 nebo 8                                         | 633                                        | Rel 15      |
| 25           | 3200                                             | 2 nebo 4 nebo 8                                         | 739                                        | Rel 15      |
| 26           | 3500                                             | 2 nebo 4 nebo 8                                         | 844                                        | Rel 15      |

Poznámka: Uvedené maximální přenosové rychlosti jsou pro kanály se šířkou pásma 20 MHz. Od kategorie 6 jsou uvedeny přenosové rychlosti pro několik zkombinovaných 20 MHz kanálů. Pokud se používá menší šířka pásma, maximální přenosové rychlosti budou nižší.
Poznámka: Tyto přenosové rychlosti platí pro L1 přenosy a nezahrnují režii vyšších protokolových vrstev. Skutečně dosažené přenosové rychlosti mohou být odlišné podle šířky pásma buňky, zatížení buňky (počtu současně komunikujících uživatelů), konfigurace sítě, výkonnosti použitých uživatelských zařízení, podmínek šíření, atd.
Poznámka: Přenosová rychlost 3,0 Gbit/s / 1,5 Gbit/s uváděná pro kategorii 8 je blízko špičkové agregované přenosové rychlosti pro jeden sektor základnové stanice. Realističtější hodnota maximální přenosové rychlosti pro jednoho uživatele je 1,2 Gbit/s pro downlink a 600 Mbit/s pro uplink; firma Nokia Siemens Networks předvedla downlink rychlosti 1,4 Gbit/s v agregovaném kanále o šířce 100 MHz.

## Vydání standardů EUTRAN
Stejně jako zbytek 3GPP standardů je E-UTRA rozděleno do několika vydání:
- 8. vydání, zmrazené v roce 2008, popisuje první LTE standard
- 9. vydání, zmrazené v roce 2009, doplňuje některé vlastnosti fyzické vrstvy jako dvouvrstvé (MIMO) přenosy s formováním paprsku a podporu zjišťování polohy mobilního zařízení
- 10. vydání 10, zmrazené v roce 2011, rozšiřuje standard o několik vlastností LTE Advanced jako je agregace nosných, Multiple-input multiple-output pro uplink a relays, jejichž cílem je významně zvýšit špičkovou přenosovou rychlost L1.

Všechna LTE vydání byla navržena tak, aby zachovávala zpětnou kompatibilitu. Díky tomu např. terminál kompatibilní s 8. vydáním bude pracovat v síti podle 10. vydání, ale jen terminály podle 10. vydání budou schopny používat zvláštní funkčnosti nové sítě.

## Ukázky technologie
- V září 2007 předvadla firma NTT Docomo E-UTRA s přenosovými rychlostmi 200 Mbit/s s výkonovou spotřebou menší než 100 mW během testu.[18]
- V dubnu 2008 LG a Nortel předvedly E-UTRA přenosové rychlosti 50 Mbit/s při pohybu rychlostí 110 km/h.[19]
- 15. února 2008 – Skyworks Solutions vydal front-end modul pro E-UTRAN.[20][21][22]